# 赫斯特 (密蘇里州道格拉斯縣)
赫斯特（英語：Hest）是位於美國密蘇里州道格拉斯縣的非建制地區。

## 歷史
赫斯特的郵局於1915年設立，其後於1925年停運。

## 地理
赫斯特所處的海拔為高於海平面340米（即1115英呎），而該地所採用的時區為UTC-6，即北美中部時區（CST）。同時該地設有夏令時間，為UTC-6調快一小時，即UTC-5（CDT）。